# Авеню 5
«Авеню 5» (англ. Avenue 5) — телевизионный комедийно-фантастический сериал режиссёра Армандо Ианнуччи производства HBO. Главные роли в нём сыграли Хью Лори, Сьюзи Накамура, Ребекка Фронт, Зак Вудс, Джош Гэш. Показ первого сезона начался 19 января 2020 года, показ второго и последнего — 10 октября 2022 года.

## Сюжет
Действие сериала происходит в недалёком будущем, когда главным направлением туризма стали космические путешествия. Корабль «Авеню 5» корпорации «Галактика Джадда» терпит бедствие во время круиза вокруг Сатурна. Вместо 8 недель тысячам пассажиров придётся провести в космосе 3 года. Выясняется, что корабль летит на автопилоте, капитан и команда — нанятые актёры, которые представления не имеют, как вести себя в критической ситуации.

## В ролях
- Хью Лори — Райан Кларк, капитан корабля «Авеню 5»
- Сьюзи Накамура — Ирис Кимура, помощница владельца корабля
- Ребекка Фронт — Карен Келли, пассажир корабля
- Зак Вудс — Мэтт Спенсер, руководитель отдела по работе с клиентами корабля
- Джош Гэд — Герман Джадд, миллиардер, основной владелец «Авеню 5»
- Никки Амука-Бёрд — Рав Малкер, глава управления полётами
- Ленора Кричлоу — Билли Макэвой, второй механик корабля
- Итан Филлипс — Спайк Уильямс, бывший астронавт, ставший распутным алкоголиком
- Химеш Патель — Джордан Хатваль, стенд-ап комик, который восемь недель живёт на корабле

## Эпизоды
| Сезон | Серии | Серии | Даты показа      | Даты показа     |
| Сезон | Серии | Серии | Первая серия     | Последняя серия |
| ----- | ----- | ----- | ---------------- | --------------- |
| 1     | 9     | 9     | январь 19, 2020  | март 15, 2020   |
| 2     | 8     | 8     | октябрь 10, 2022 | ноябрь 28, 2022 |

| № | Название                                            | Режиссёр             | Автор сценария                                                                                          | Дата премьеры    | Зрители U.S (млн) |
| - | --------------------------------------------------- | -------------------- | --- | ---------------- | ----------------- |
| 1 | «I Was Flying»                                      | Armando Iannucci     | Телесценарий : Armando Iannucci & Simon Blackwell & Tony Roche Сюжет : Armando Iannucci                 | январь 19, 2020  | 0.571             |
| 2 | «And Then He's Gonna Shoot Off...»                  | Natalie Bailey       | Телесценарий : Georgia Pritchett & Will Smith Сюжет : Armando Iannucci & Georgia Pritchett & Will Smith | январь 26, 2020  | 0.500             |
| 3 | «I'm a Hand Model»                                  | Natalie Bailey       | Телесценарий : Peter Fellows & Ian Martin Сюжет : Armando Iannucci & Peter Fellows & Ian Martin         | февраль 2, 2020  | 0.297             |
| 4 | «Wait a Minute, Then Who Was That on the Ladder?»   | Natalie Bailey       | Телесценарий : Peter Fellows & Ian Martin Сюжет : Armando Iannucci & Peter Fellows & Ian Martin         | февраль 9, 2020  | н/д               |
| 5 | «He's Only There To Stop His Skeleton Falling Over» | Annie Griffin        | Неизвестно                                                                                              | февраль 16, 2020 | н/д               |
| 6 | «Was It Your Ears?»                                 | Peter Fellows        | Неизвестно                                                                                              | февраль 23, 2020 | н/д               |
| 7 | «Are You a Spider, Matt?»                           | Becky Martin         | Неизвестно                                                                                              | март 1, 2020     | н/д               |
| 8 | «This Is Physically Hurting Me»                     | David Schneider      | Неизвестно                                                                                              | март 8, 2020     | н/д               |
| 9 | «Eight Arms But No Hands»                           | William Stefan Smith | Неизвестно                                                                                              | март 15, 2020    | н/д               |

## Производство и релиз
Режиссёром и сценаристом сериала стал Армандо Ианнуччи («Вице-президент», «Смерть Сталина»). Премьера состоялась 19 января 2020 года. 13 февраля того же года было объявлено о продлении сериала на второй сезон. В конце мая 2021 года в СМИ появилась информация, что второй сезон выйдет в течение 2021 года без особых изменений в составе съемочной группы. Премьера второго состоялась 10 октября 2022 года; изначально ожидалось, что он станет последним. Показ начался 10 октября 2022 года.
В феврале 2023 стало известно, что сериал официально закрыт

## Восприятие
Несмотря на большие ожидания, аудитория приняла сериал достаточно прохладно. Первую серию просмотрело более полумиллиона человек, в дальнейшем этот показатель ощутимо снизился. Первая серия в рейтинге телесериалов заняла 36-е место, шестая — лишь 89-е. При этом рейтинг IMDb колеблется в диапазоне 5.9-6.
Обозреватель РБК охарактеризовал «Авеню 5» как метафору современного общества, «однобокую и поверхностную, как затянувшийся комедийный скетч». По мнению рецензента «Мира фантастики», первый сезон сериала «попал в нерв времени»: он вышел на экраны во время пандемии. При этом автор рецензии констатирует, что есть определённые проблемы с сюжетом и что «висельный» британский юмор может оттолкнуть многих зрителей, привыкших к более оптимистичному юмору в американском стиле.